# Amathus

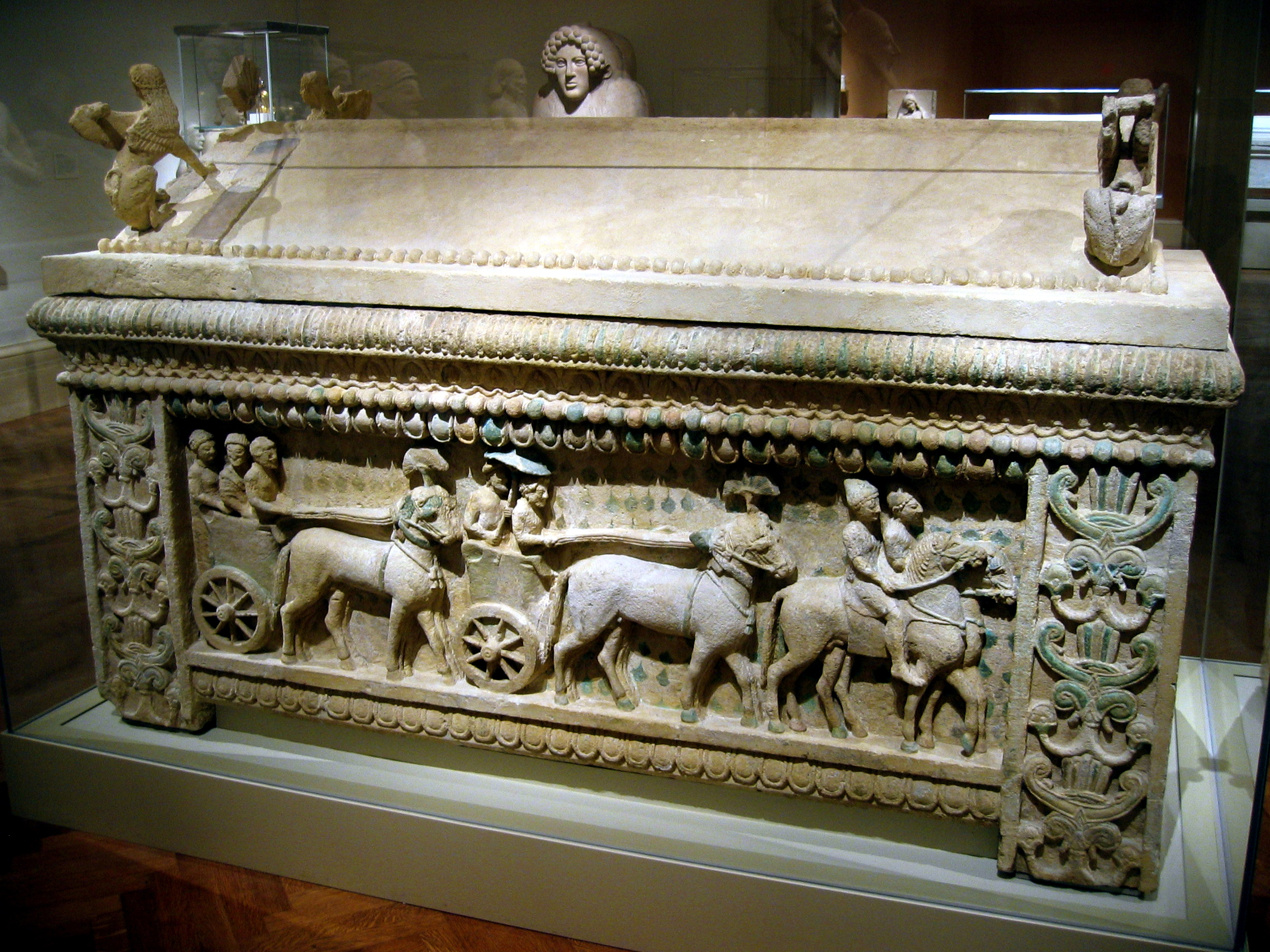
Sarkofág z 5. stol. př. n. l. pocházející z města Amathus

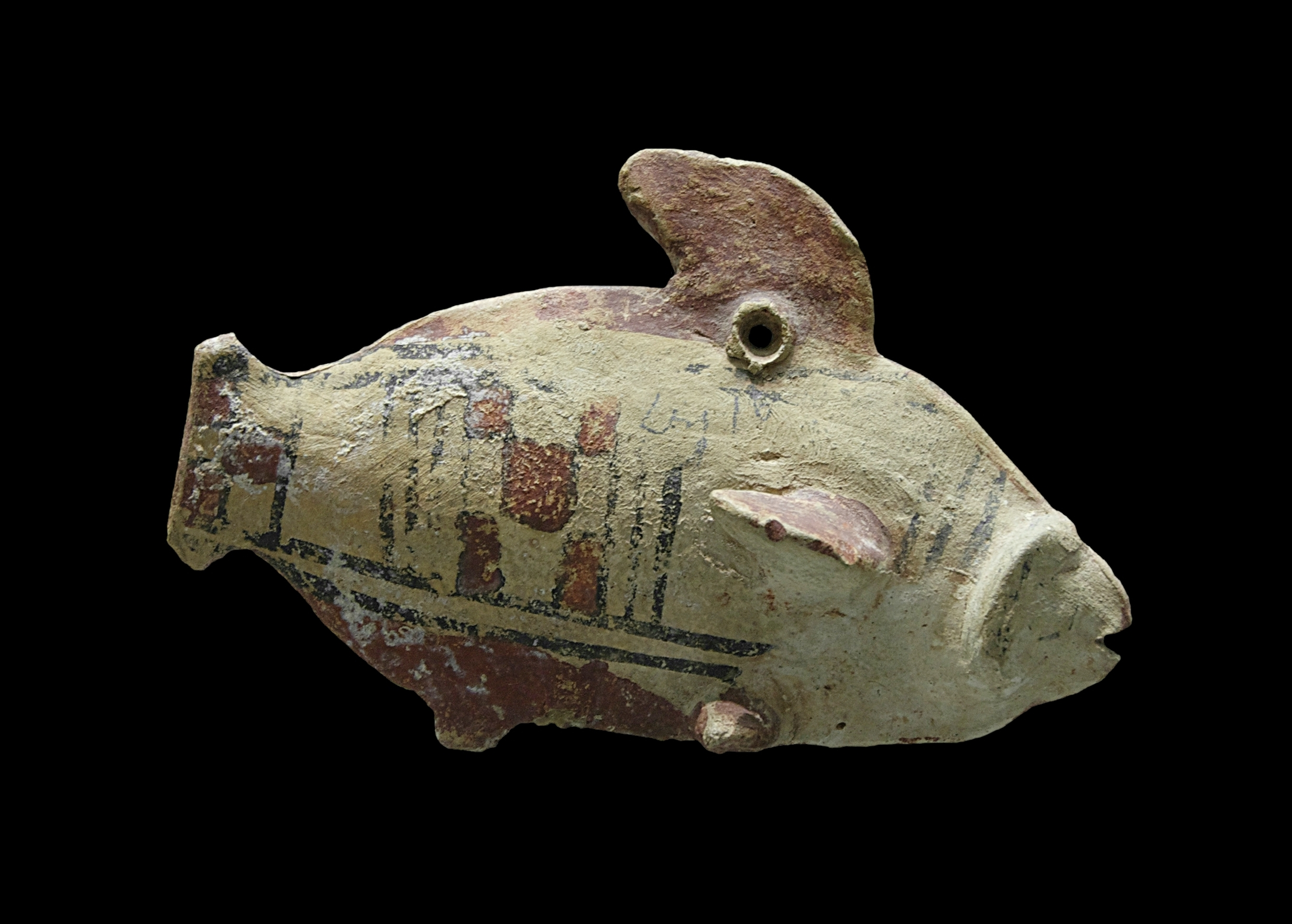
Ryba, terakota z 5. stol. př. n. l. nalezená ve městě Amathus

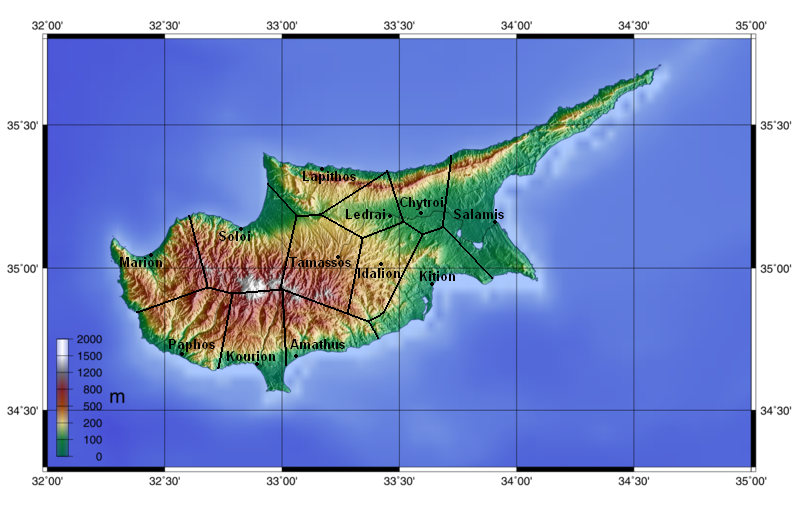
Starověká města na mapě Kypru

Amathus nebo Amafunt (řecky Αμαθούς) bylo jedno z nejstarších měst na Kypru, které se nachází na jižním pobřeží ostrova, asi 24 mil západně od Larnaky. Město Amathus, podobně jako Pafos, bylo jedno z nejvýznamnějších míst uctívání bohyně Afrodity v dávných dobách.

## Starověk
V době bronzové žádné město na tomto místě neexistovalo. První stopy lidské činnosti v oblasti se datují do počátku doby železné, kolem roku 1100 př. n. l. Podle legendy město založil Kinyras, což byl otec Adónise a zakladatel kultu Afrodity na ostrově. Pojmenoval město na počest své zesnulé matky. Existuje také legenda, podle které Theseus opustil svou milovanou Ariadne v posvátném háji s názvem Amalthus, kde zemřela při porodu a byla tam pohřbena. V tomto háji byla svatyně Afrodity a jejího posvátného háje. Později bylo podle háje pojmenováno město.
Amathus byl postaven na pobřežním útesu s nedalekým přírodním přístavem. V raných fázích historie to bylo prosperující město. V 8. století př. n. l. byl postaven městský palác a přístav, což přispělo k rozvoji obchodu s Řeckem a Levantou. Město prosperovalo především díky obilí, měděným dolům a chovu ovcí.
Na vysoké skále byl postaven chrám zasvěcený Afroditě, která byla považována za patronku města. V 1. století př. n. l. byla započata stavba dalšího chrámu Afrodity v oblasti, kde se konaly slavnosti na počest Adónise. Sportovci zde soutěžili v lovu divočáků, stejně jako v tanci a zpěvu. Ale stavba chrámu nebyla nikdy dokončena.
Nejstarší archeologické pozůstatky jsou hroby z počátku doby železné (z let 1000 až 600 př. n. l.) z období řecko-fénického vlivu. Amathus je uveden jako jeden z deseti městských států v análech asyrského krále Asarhaddona (668 př. n. l.), který mj. vybudoval město Kar-Aššur-aha-iddina.
Amathus v celé jeho pradávné historii bylo v podstatě samostatné město, o čemž svědčí jeho odmítnutí připojit se ke vzpouře proti Achaimenovcům, která probíhala na Kypru v letech 500 až 494 př. n. l. Město Amalthus bylo neúspěšně obléháno. V dalších letech jeho politický význam postupně ustupoval, ale kvůli vzkvétajícímu kultu Afrodity a Adónise bylo známo ještě po dlouhou dobu. Přídomek „amatusky“ v římské poezii je mnohem běžnější než Kypr, což ukazuje na velkou slávu města. V době začlenění do Římské říše se město stalo hlavním městem jednoho ze čtyř okresů Kypru.

## Středověk
S příchodem křesťanství město ztratilo svůj původní náboženský význam. Ve 4. století se ve městě usadil křesťanský biskup. V 7. století bylo město stále plné života. V roce 616 se zde narodil budoucí alexandrijský patriarcha Jan V. Milosrdný a roku 640 řecký spisovatel, kněz, mnich a opat Kláštera svaté Kateřiny Anastasius Sinaita.
V roce 1191, kdy Richard I. Lví srdce obsadil Kypr, město bylo už téměř prázdné. Mnoho starověkých hrobek bylo vypleněno a kameny kdysi krásných chrámů a budov byly převezeny do nedalekého města Limassolu na výstavbu nových staveb. Roku 1869, po mnoha staletích, byly zbývající kameny města použity k výstavbě Suezského průplavu. To znamená, že město bylo téměř úplně zničeno, s výjimkou městských hradeb a dalších trosek.

## Moderní doba
V roce 1870 Luigi di Palma Chesnola provedl vykopávky v nekropoli města Amathus a jeho nálezy byly uloženy v Britském muzeu a v Metropolitním muzeu umění v New Yorku. Novější výzkumy začaly v roce 1980. Archeologové objevili nekropoli, chrám Afrodity, městský trh, městské hradby, baziliku a přístav. Mnohé z těchto nálezů byly později umístěny do muzea v Nikósii a do muzea v Limassolu.